# À l'infini Tour
Albums de Tal
À l'infini
(2013) Tal
(2016)
À l'infini Tour est la 1re tournée de la chanteuse Tal autour de son 2e album À l'infini.

## Caractéristiques
- La tournée a duré du 14 mars 2014 au 15 novembre 2014.
- Plus de 500 000 spectateurs.
- 89 dates de concerts répartis en France (85 dates), Belgique (2 dates) et Suisse (2 dates).

## Versions du CD/DVD commercialisées
- La version rouge contient un CD et un DVD. Le CD contient les 18 titres en live et le DVD, l'intégralité du concert filmé par 18 caméras à l'Arena de Montpellier.
- La version turquoise contient en plus du CD et du DVD du concert, le DVD du documentaire Tal au Cinéma, sorti dans les salles de cinéma les 21, 22 et 23 mars 2014.

## Dates et lieux des concerts
| Date              | Ville                | Salle                            |
| ----------------- | -------------------- | -------------------------------- |
| Version normale   |                      |                                  |
| 14 mars 2014      | Amiens               | Zénith                           |
| 15 mars 2014      | Orléans              | Zénith                           |
| 16 mars 2014      | Rouen                | Zénith                           |
| 19 mars 2014      | Tours                | Parc des Expositions             |
| 21 mars 2014      | Beauvais             | Elispace                         |
| 22 mars 2014      | Lille                | Zénith Arena                     |
| 26 mars 2014      | Limoges              | Zénith                           |
| 28 mars 2014      | Paris                | Palais des sports                |
| 29 mars 2014      | Paris                | Palais des sports                |
| 30 mars 2014      | Paris                | Palais des sports                |
| 4 avril 2014      | Chalons en Champagne | Capitole en Champagne            |
| 5 avril 2014      | Strasbourg           | Zénith                           |
| 6 avril 2014      | Metz                 | Arènes                           |
| 8 avril 2014      | Pau                  | Zénith                           |
| 9 avril 2014      | Bordeaux             | Patinoire de Mériadeck           |
| 11 avril 2014     | Toulouse             | Zénith                           |
| 12 avril 2014     | Montpellier          | Zénith Sud                       |
| 13 avril 2014     | Marseille            | Le Dôme                          |
| 16 avril 2014     | Niort                | L'Acclameur                      |
| 17 avril 2014     | Le Mans              | Antarès                          |
| 23 avril 2014     | Grenoble             | Summum                           |
| 24 avril 2014     | Riorges              | Le Scarabée                      |
| 13 mai 2014       | Lyon                 | Halle Tony Garnier               |
| 14 mai 2014       | Mâcon                | Le Spot                          |
| 16 mai 2014       | Nantes               | Zénith                           |
| 17 mai 2014       | Caen                 | Zénith                           |
| 18 mai 2014       | Bruxelles            | Forest National                  |
| 22 mai 2014       | Dijon                | Zénith                           |
| 23 mai 2014       | Genève               | Arena                            |
| 24 mai 2014       | Saint-Étienne        | Zénith                           |
| 25 mai 2014       | Clermont-Ferrand     | Zénith d'Auvergne                |
| 30 mai 2014       | Le Cannet            | Palestre                         |
| 3 juin 2014       | Dunkerque            | Le Kursaal                       |
| 6 juin 2014       | Paris                | Palais des sports                |
| 7 juin 2014       | Paris                | Palais des sports                |
| 8 juin 2014       | Paris                | Palais des sports                |
| 12 juin 2014      | Brest                | Parc des expositions de Penfeld  |
| 13 juin 2014      | Rennes               | Le Liberté                       |
| 14 juin 2014      | Angers               | Amphitéa                         |
| 15 juin 2014      | Nantes               | Zénith                           |
| 25 juin 2014      | Chambéry             | Le Phare                         |
| 27 juin 2014      | Périgueux            | Le Palio                         |
| 1er octobre 2014  | Grenoble             | Summum                           |
| 3 octobre 2014    | Montpellier          | Park&Suites Arena                |
| 4 octobre 2014    | Toulouse             | Zénith                           |
| 5 octobre 2014    | Bordeaux             | Patinoire de Mériadeck           |
| 10 octobre 2014   | Montbéliard          | L'Axone                          |
| 11 octobre 2014   | Nancy                | Zénith                           |
| 12 octobre 2014   | Troyes               | Le Cube                          |
| 16 octobre 2014   | Lorient              | Parc des expositions de Lanester |
| 17 octobre 2014   | Caen                 | Zénith                           |
| 18 octobre 2014   | Orléans              | Zénith                           |
| 19 octobre 2014   | Rouen                | Zénith                           |
| 22 octobre 2014   | Châteauroux/Déols    | M.A.C.H 36                       |
| 24 octobre 2014   | Nantes               | Zénith                           |
| 25 octobre 2014   | Rennes               | Le Liberté                       |
| 26 octobre 2014   | Le Mans              | Antarès                          |
| 28 octobre 2014   | Angoulême            | Espace Carat                     |
| 30 octobre 2014   | Le Havre             | Docks Océane                     |
| 31 octobre 2014   | Amiens               | Zénith                           |
| 1er novembre 2014 | Lille                | Zénith Arena                     |
| 2 novembre 2014   | Bruxelles            | Forest National                  |
| 4 novembre 2014   | Agen                 | Centre de congrès                |
| 5 novembre 2014   | Pau                  | Zénith                           |
| 7 novembre 2014   | Marseille            | Le Dôme                          |
| 8 novembre 2014   | Saint-Étienne        | Zénith                           |
| 9 novembre 2014   | Lyon                 | Halle Tony Garnier               |
| 12 novembre 2014  | Nice                 | Palais Nikaia                    |
| 15 novembre 2014  | Paris                | Zénith                           |
| Version festival  |                      |                                  |
| 27 avril 2014     | Bourges              | Printemps de Bourges             |
| 18 juin 2014      | Dammarie-les-Lys     | Espace Pierre Bachelet           |
| 19 juin 2014      | Évry                 | Arènes de l'Agora                |
| 20 juin 2014      | Aurillac             | Le Prisme                        |
| 24 juin 2014      | Nîmes                | Jardins de la Fontaine           |
| 3 juillet 2014    | Montélimar           | Stade Tropenas                   |
| 5 juillet 2014    | Solliès-Pont         | Château de Solliès-Pont          |
| 11 juillet 2014   | La Rochelle          | Francofolies                     |
| 13 juillet 2014   | Barlin               | Site de la Fosette               |
| 15 juillet 2014   | Bayonne              | Arènes                           |
| 19 juillet 2014   | Sion                 | Sion sous les étoiles            |
| 22 juillet 2014   | Vienne               | Théâtre antique                  |
| 24 juillet 2014   | Sainte-Maxime        | Théâtre de la Mer                |
| 30 juillet 2014   | Argelès-sur-Mer      | Parc de Valmy                    |
| 31 juillet 2014   | Carcassonne          | La Cité                          |
| 6 septembre 2014  | Chalons en Champagne | Parc des Expositions             |
| 7 septembre 2014  | Mouilleron-le-Captif | Festival Face & Si               |
| 20 septembre 2014 | Ajaccio              | U Palatinu                       |
| 27 septembre 2014 | Petite-Forêt         | Parc Lavoisier                   |
| 28 septembre 2014 | Meaux                | Complexe Georges Tauziet         |

## Titres du concert
1. Introduction
2. Danse
3. Rien n'est parfait
4. Pas c'elle qu'on impressionne
5. Marcher au soleil
6. Moi je parle (Guitare/Voix)
7. Happy (reprise de Pharrell Williams)
8. Waya Waya
9. Je prends le large
10. À l'international
11. Le passé
12. I Shot the Sheriff (reprise de Bob Marley and the Wailers)
13. Une autre personne
14. Something New
15. M'en aller
16. À l'infini
17. Pas toi
18. #Cash
19. Wanna Be Startin' Somethin' (reprise de Michael Jackson)
20. Carlyne
21. Envole-moi
22. Tombé du ciel
23. Le sens de la vie

## Décors
Le décor reste simple avec un écran géant en forme d'arc de cercle, une scène orangée et une importante implantation de lumière avec des dizaines de projecteurs.